# Malaucourt-sur-Seille

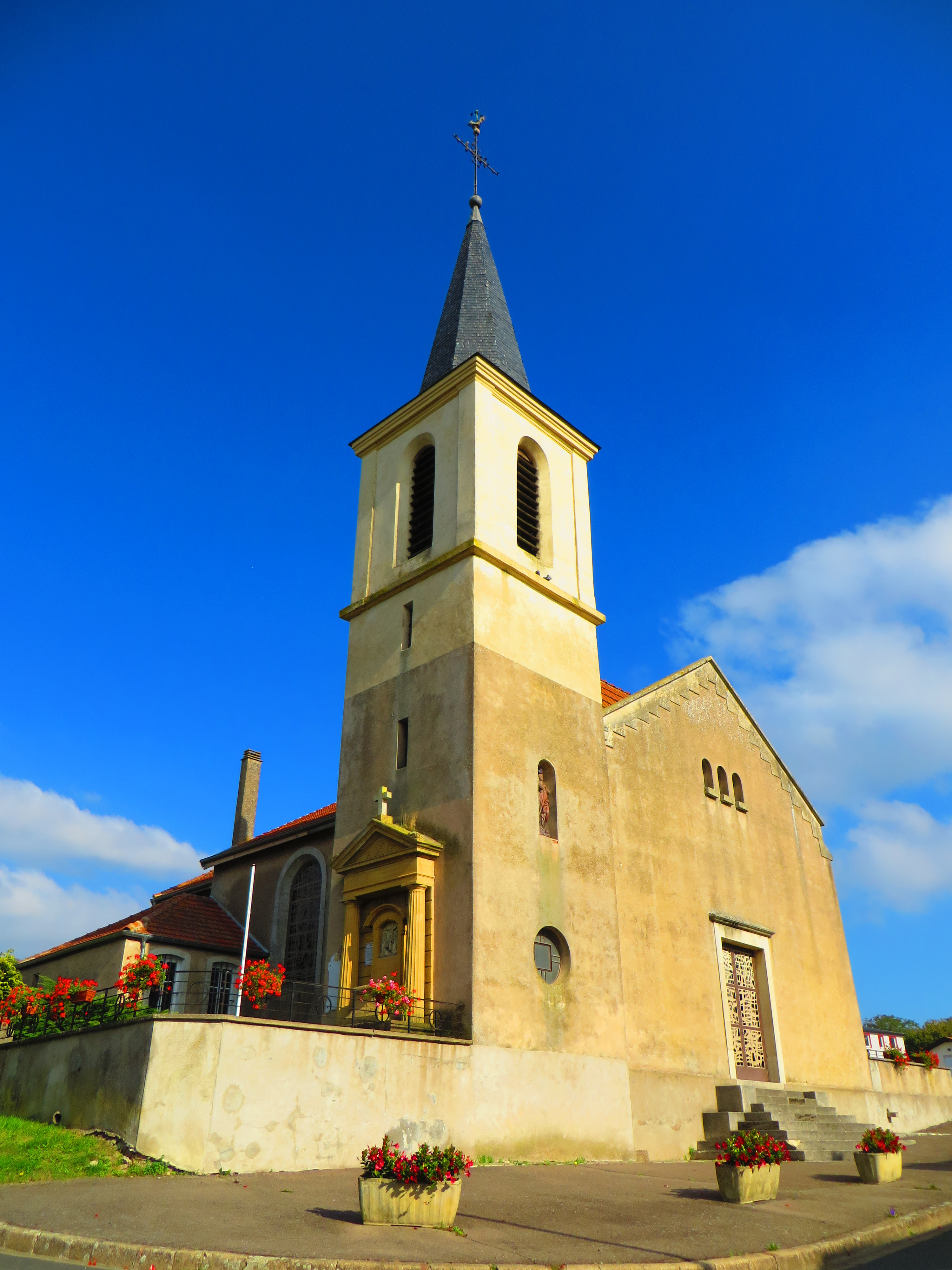
Mariä-Himmelfahrt-Kirche

Malaucourt-sur-Seille ist eine französische Gemeinde mit 131 Einwohnern (Stand 1. Januar 2022) im Département Moselle in der Region Grand Est (bis 2015 Lothringen). Sie gehört zum Arrondissement Sarrebourg-Château-Salins.

## Geographie
Die Gemeinde Malaucourt-sur-Seille liegt in Lothringen, zehn Kilometer westlich von Château-Salins im Saulnois (Salzgau) am Flüsschen Osson auf einer Höhe zwischen 191 und 276 m über dem Meeresspiegel. Das Gemeindegebiet umfasst 7,17 km². Im Südwesten reicht das Gemeindegebiet bis an die Seille an der Grenze zum Département Meurthe-et-Moselle.

## Geschichte
Der Ort wurde urkundlich erstmals 828 als Malodicurtis  erwähnt und gehörte früher zum Bistum Metz sowie der Kastellanei Vic.
Die Ortschaft wurde 1661 zusammen mit der Grafschaft Bar von Frankreich annektiert.
Durch den Frankfurter Frieden vom 10. Mai 1871 kam die Region an das deutsche Reichsland Elsaß-Lothringen, und das Dorf wurde dem Kreis Château-Salins im Bezirk Lothringen zugeordnet. Die Dorfbewohner betrieben Getreide-, Obst- und Weinbau.
Nach dem Ersten Weltkrieg musste die Region aufgrund der Bestimmungen des Versailler Vertrags 1919 an Frankreich abgetreten werden. Im Zweiten Weltkrieg war die Region von der deutschen Wehrmacht besetzt.
Der Ort trug 1915–1010 bzw. 1940–1944 den  eingedeutschten Namen Mallhofen.

### Bevölkerungsentwicklung
| Jahr      | 1962 | 1968 | 1975 | 1982 | 1990 | 1999 | 2007 | 2019 |
| Einwohner | 118  | 128  | 101  | 98   | 112  | 143  | 129  | 127  |

## Wappen
Die gekreuzten Lanzen und die Lilie im Gemeindewappen sind die Attribute des 100 Kilometer entfernten Priorats in Silmont, zu dem die Pfarrei Malaucourt gehörte. Das silberne Wellenband symbolisiert den Fluss Seille.